# James Lee (basket-ball)
Pour les articles homonymes, voir James Lee (homonymie) et Lee.
James Lee, né le 17 janvier 1956 à Lexington, est un joueur de basket-ball américain.

## Biographie
Après une carrière universitaire avec les Wildcats du Kentucky, il est sélectionné en trente-neuvième position lors de la Draft 1978 de la NBA par les SuperSonics de Seattle. Toutefois, il ne joue aucun match en National Basketball Association (NBA). Il évolue dans différentes ligues américaines, en Western Basketball Association, en Continental Basketball Association (CBA).